# Rio Capitão-Mor
Rio Capitão-Mor är ett periodiskt vattendrag i Brasilien.   Det ligger i delstaten Ceará, i den östra delen av landet, 1 600 km nordost om huvudstaden Brasília.
Omgivningarna runt Rio Capitão-Mor är huvudsakligen savann. Runt Rio Capitão-Mor är det glesbefolkat, med 8 invånare per kvadratkilometer.